# Nötsenap
Nötsenap (Calepina irregularis) är en korsblommig växtart som först beskrevs av Ignacio Jordán de Asso y del Rio, och fick sitt nu gällande namn av Albert Thellung. Enligt Catalogue of Life ingår Nötsenap i släktet nötsenaper och familjen korsblommiga växter, men enligt Dyntaxa är tillhörigheten istället släktet nötsenaper och familjen korsblommiga växter. Arten har ej påträffats i Sverige. Inga underarter finns listade i Catalogue of Life.

## Bildgalleri

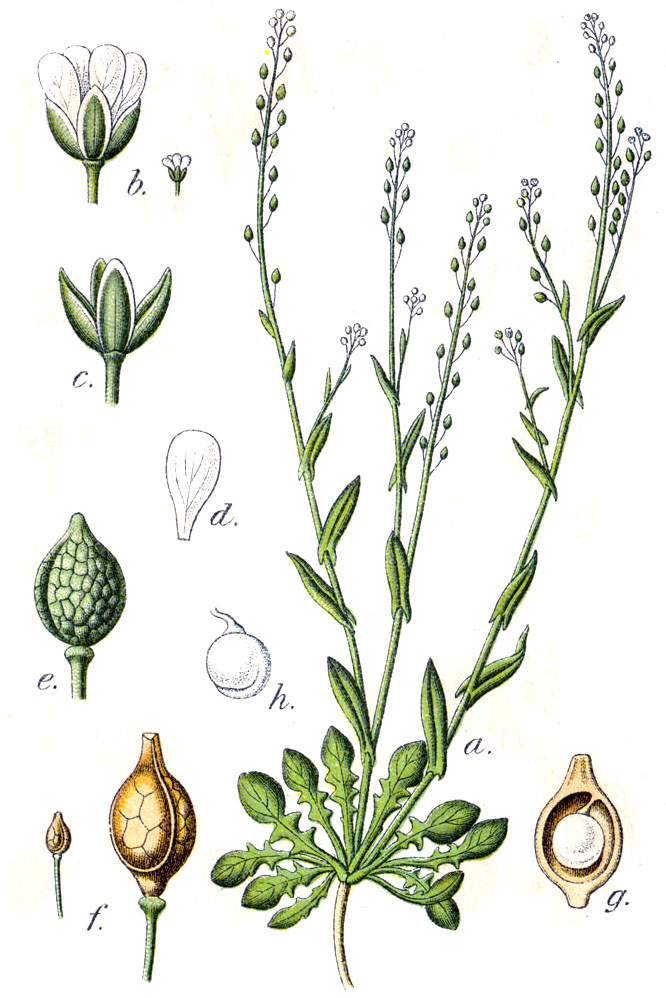
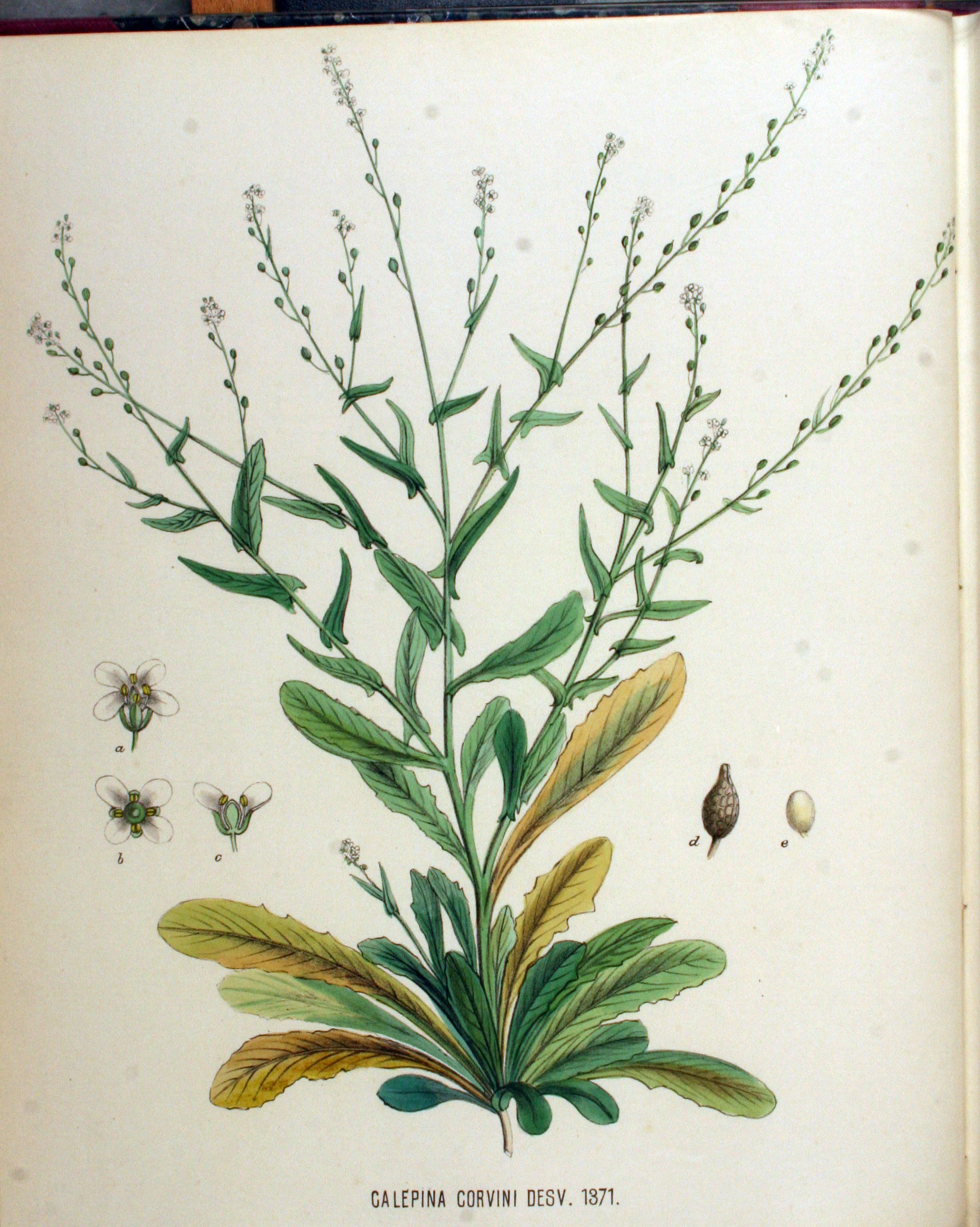